# Meryta balansae
Meryta balansae är en araliaväxtart som beskrevs av Henri Ernest Baillon. Meryta balansae ingår i släktet Meryta och familjen Araliaceae. Inga underarter finns listade.